# 7 تي بي
7 تي بي (بالبولندية:7TP) هي دبابة خفيفة بولندية الصنع تم تطويرها وتصنيعها استنادا على دبابة فيكرز 6 طن البريطانية بعد أن حصلت بولندا على ترخيص لتصنيعها محليا، تزن دبابة 7 تي بي قرابة العشرة أطنان وهي مسلحة بمدفع بيفورز مضاد للدروع عيار 37 إضافة إلى رشاش عيار 7.92 ملم، تم إنتاج 140 نسخة منها للجيش البولندي.